# ボリビアサッカー連盟
ボリビアサッカー連盟（ボリビアサッカーれんめい、スペイン語: Federación Boliviana de Fútbol）はボリビアにおけるサッカーを統括する競技運営団体。略称はFBF。国際サッカー連盟（FIFA）と南米サッカー連盟（CONMEBOL）に加盟している。
国内プロサッカーリーグであるプリメーラ・ディビシオン・デ・ボリビアの管理・運営を行い、サッカーボリビア代表、サッカーボリビア女子代表を組織する。